# 斯塔克斯 (阿肯色州)
斯塔克斯（英語：Starks）是位於美國阿肯色州華盛頓縣的一個非建制地區。該地的面積和人口皆未知。

## 地理
斯塔克斯的座標為34°01′42″N 94°16′00″W / 34.02833°N 94.26667°W，而該地的平均海拔高度為382米（即1253英尺）。